# Сарксян Агасі Согомонович
Агасі Согомонович Сарксян (Саркісян) (15 січня 1905, село Єхегік Шарур-Даралагязького повіту Еріванської губернії, тепер місто Єхегнадзор, Вірменія — лютий 1985, місто Москва, тепер Російська Федерація) — радянський діяч, голова Ради народних комісарів (Ради міністрів) Вірменської РСР, 2-й секретар ЦК КП(б) Вірменії. Депутат Верховної ради Вірменської РСР. Депутат Верховної Ради СРСР 2-го скликання.

## Біографія
Народився в родині вчителя. У 1921 році закінчив Еріванську гімназію 2-го ступеня.
У травні — грудні 1921 року — секретар Бюджетного управління Народного комісаріату фінансів РСР Вірменія в місті Ерівані.
У грудні 1921 — серпні 1923 року — слухач землемірних курсів Народного комісаріату землеробства РСР Вірменія.
У серпні 1923 — серпні 1925 року — землемір-землевпорядник Народного комісаріату землеробства РСР Вірменія. У 1925 році вступив до комсомолу.
У вересні 1925 — березні 1930 року — студент Донського (Новочеркаського) інституту сільського господарства і меліорації.
У квітні 1930 — листопаді 1937 року — інженер, старший інженер, завідувач проєктної групи, заступник начальника відділу Управління із зрошення земель Головного управління водного господарства Народного комісаріату землеробства Вірменської РСР. Одночасно, з 1931 до 1941 року викладав у Єреванському сільськогосподарському інституті.
Член ВКП(б) з липня 1932 року.
У листопаді 1937 — грудні 1938 року — завідувач промислового відділу ЦК КП(б) Вірменії.
23 грудня 1938 — 2 жовтня 1940 року — 3-й секретар ЦК КП(б) Вірменії.
2 жовтня 1940 — 16 листопада 1943 року — 2-й секретар ЦК КП(б) Вірменії.
Одночасно, 27 липня 1943 — 16 березня 1944 року — голова Верховної ради Вірменської РСР.
8 листопада 1943 — 31 березня 1947 року — голова Ради народних комісарів (Ради міністрів) Вірменської РСР.
У травні 1947 — листопаді 1952 року — заступник міністра сільського господарства Російської РФСР.
У листопаді 1952 — травні 1953 року — заступник голови Державного комітету із водного господарства Ради міністрів РРФСР.
У травні 1953 — серпні 1954 року — заступник начальника Головного управління водного господарства Міністерства сільського господарства РРФСР.
У 1954 році закінчив заочно Вищу партійну школу при ЦК КПРС.
У серпні 1954 — лютому 1955 року — начальник планово-фінансового відділу Міністерства сільського господарства РРФСР.
У лютому 1955 — червні 1957 року — голова експертно-технічної ради Міністерства водного господарства РРФСР.
У червні 1957 — червні 1961 року — голова експертно-технічної ради Головводгоспу Міністерства сільського господарства РРФСР.
У травні 1961 — січні 1965 року — начальник відділу, заступник голови науково-технічної ради Державного комітету РРФСР з питань водного господарства (Державного виробничого комітету РРФСР з питань зрошуваного землеробства та водного господарства).
У січні 1965 — лютому 1975 року — старший інженер науково-технічної ради Державного виробничого комітету РРФСР з питань зрошуваного землеробства та водного господарства (Міністерства меліорації та водного господарства РРФСР).
З лютого 1975 року — персональний пенсіонер у Москві.
Помер у лютому 1985 року в Москві.

## Нагороди
- два ордени Леніна (8.02.1944, 24.11.1945)
- орден Вітчизняної війни І ст. (1.02.1945)
- орден Трудового Червоного Прапора (23.11.1940)
- медалі
- Заслужений іригатор Вірменської РСР (1960)